# Волна (ЗРК)
М-1 „Волна“ (Индекс на УРАВ на ВМФ – 4К90, Класификацията на НАТО: SA-N-1 Goa) е съветски зенитно-ракетен комплекс за близки дистанции с морско базиране. Морски вариант на комплекса С-125.
Предназначен е за колективна отбрана на корабни съединения при отразяване на атаки на самолети в близката зона и за самоотбрана на корабите от противокорабни ракети.
Комплексът е способен да поразява надводни кораби. Няма собствена станция за откриване на целите и приема целеуказание от общокорабните станции. Комплексът е разполаган на кораби с водоизместимост 5000 тона и повече.

## Конструкция
В състава на комплекса влизат:
- система за управление;
- насочваща се ракетна пускова установка с барабанна на едно или две нива или конвейерна системи за съхраняване на ракетите;
- зенитна управляема ракета (ЗУР);
- комплект брегови средства за техническо обслужване.

Насочване – радиокомандно, РЛСУ „Ятаган“.
Пусковата установка е стабилизирана, за две, окачвани под релсите, ракети, с подпалубен пълнител. ЗИФ-101 – с барабанни пълнители, 2×8 ракети; ЗИФ-102 – с конвейерен пълнител, 32 ракети.

## История на създаването
Разработката на първия съветски универсален ракетен комплекс М-1 за корабите от проектите 61 и 63 започват с Постановление на Съвета на министрите на СССР № 1149 – 592 от 17 август 1956 г. Обаче с постановление № 1190 – 610 от 25 август 1956 е взето решението да се постави М-1 на корабите от проектите 58 и 62. По много от елементите си универсалният корабен комплекс М-1 е унифициран със зенитния ракетен комплекс С-125 за сухопътните войски. Така например, и в двата комплекса се използват едни и същи ракети (В-600, -601 и т.н.).
Главен конструктор на М-1 е Игнатиев И.А. (ВНИИ „Алтаир“ – МСП), главен конструктор на ракетите е Пьотр Грушин (МКБ „Факел“ – МАП). Ракетният комплекс М-1 с В-600 е приет на въоръжение във Военноморския флот с Постановление на Съвета на министрите № 889 – 382 от 24 август 1962 г. По-късно комплексът М-1 получава името „Волна“, а ракетата В-600 – индексът 4К90.
Постановление на Съвета на министрите № 561 – 233 от 21 юни 1961 г., за поразяване на цели, които летят на височини над 10 хил. м, стартира работите над ракетата В-601, предназначена за сухопътния ЗРК С-125. През 1964 г., след серия изпитания, ракетата В-601 (инд. 4К91) е приета на въоръжение за С-125. През същата година ракетата В-601 е поставена на комплекса М-1. В течение на 1967 г. ракетата В-601 получават първите 7 кораба.
При модернизацията на корабния зенитен комплекс усъвършенстванията касаят самите зенитни ракети и апаратурата за управление. Комплексът с ракетите В-601 получава името „Волна-М“, с В-601М – „Волна-Н“, с В-611 – „Волна-11“, този с усилена защита срещу смущения – „Волна-П“. ЗРК „Волна-П“ е приет на въоръжение през 1976 г. Защитата от смущения на „Волна-П“ е повишена на радиоканалите за управление на ракетата, също е въведен оптикоелектронен канал за съпровождане на целите (9ШЗЗ). „Волна“ през 1980-те г. започва да се води ударен зенитен ракетен комплекс (УЗРК), т.е. той позволява да се води ракетен огън по надводни цели.
След това, когато става актуален въпросът за защитата на корабите от нисколетящи противокорабни ракети е проведена още една модернизация на комплекса („Волна-Н“), в която се използват ракетите В-601М. Модернизираният комплекс осигурява поражение на целите на височина от 3 до 5 м над гребена на вълната.

## Носители
- Ракетните крайцери от проекта 58 (тип „Грозни“)
- Ракетните крайцери от проекта 1134 (тип „Адмирал Зозуля“)
- Големите противолодъчни кораби от проекта 61
- Есминецът от проекта 56К („Бравий“, експериментален носител)
- Есминците от проектите 56А, 56У, 57А – след модернизация

## Тактико-технически характеристики
Ракета В-600 (4К90), В-601(4К91)
Двигатели 1 и 2 степен – РДТГ
Двигател 1 степен – ПРД-36 (14 едноканални шашки барут НМФ-3К, маса 280 кг)
Двигател 2 степен – 1 едноканална шашка от барут НМ-4Ш, маса 125 кг. На ракетата В-601 шашката е от барут „301“ с маса 150 кг.
Дължина на ракетата: 5890 мм (В-600), 6093 мм (В-601)
Диаметър: 1 ст. – 552 мм (В-601), 2 ст. – 379 мм (В-601)
Размах на крилата: 1,6 м
Размах на стабилизаторите на стартовия двигател: 2.2 м с разкритие след старта
Маса на ракетата: 912 кг (В-600), 953 кг (В-601)
Маса на БЧ: 60 кг (В-600), 72 кг (В-601)
Маса на ВВ: 32 – 33 кг (тротил с хексоген)
Маса на поразяващите елементи на БЧ: 22 кг
Средно тегло на осколките: 5,1 грама (В-600), 4,7 грама (В-601)
Скорост на ракетата: 600 м/с (В-600), 730 м/с (В-601)
Скорострелност (ЗИФ-101): 1 залп за 50 секунди
|                                              | „Волна“     | „Волна-М“   | „Волна-П“  | „Волна-Н“   |
| -------------------------------------------- | ----------- | ----------- | ---------- | ----------- |
| Максималная скорост на поражаемите цели, м/с | 600         | 700         | 700        | 700         |
| Минимална ЕПР на целта, (м²)                 | 0,5         | 0,3         | 0,3        | 0,3         |
| Максимална височина на целите, км            | 10          | 18          | 18         | 18          |
| Минимална височина на целите, км             | 0,2         | 0,1         | 0,02       | 0,005       |
| Максимална далечина, км                      | 12          | 17,5        | 14         | 28          |
| Минимална далечина, км                       | 4           | 3,5         | 3,5        | 3,5         |
| Вероятност за поразяване                     | 0,25 – 0,99 | 0,41 – 0,98 | 0,4 – 0,97 | 0,41 – 0,99 |

## Галерия
Ракетата 4К90 в музея „Владивостокска крепост“
- Общ изглед
- Общ изглед
- Общ изглед
- Сопло на степента на ускорителя
- Изглед отзад
- Степента на ускорителя със сгъваемите стабилизатори
- Възел за въртене на стабилизатора
- Възел на съчлененяването на ракетата със степента на ускорителя
- Стабилизаторите на ракета с антените на приемника за радиокомандите
- Предната част на ракетата
- Антената на радиовзривателя и рулите